# Pikler Blanka
Pikler Blanka, született Pikler Babetta (Budapest, 1883. március 25. – ?, 1957. április 11.) az első magyar könyvtárosnő.

## Élete
Egy jómódú család harmadik leánygyermekeként született. Apja Pikler Ármin (1840–1905) munkácsi születésű orvostanhallgató volt, de tanulmányait megszakította, majd pénzügyminisztériumi tisztviselő lett. Miután megnősült, megnyitotta az Opera kávéházat a VI. kerületben, az Andrássy út 32. sz. alatt. Anyja Eckstein Jozefa (1857–1908) volt.

### Tanulmányai
A család anyagi helyzete lehetővé tette, hogy a lányok magánúton tanuljanak. Blanka a VII. kerületi fiúgimnázium (ma Madách Imre Gimnázium) magántanulója lett. Osztálytársa volt Benedek Marcell és Hóman Bálint. A fiatal Pikler Blankát a zene és a matematika érdekelte, matematikatanári pályára készült. Ez a terv azonban egy gyermekkori középfülgyulladás miatt meghiúsult. A gimnázium befejezése után tanulmányait az egyetem bölcsészettudományi karának irodalom szakán folytatta. Szakdolgozati témának Csiky Gergelyt választotta. Az egyetemi évek alatt csatlakozott a polgári nőmozgalomhoz. Háromnegyed évig (1908-1909) a Feministák Egyesületének könyvtárosa volt.

## Könyvtárosi pályafutása
Édesapja halála után a kávéház vezetését egyik lány sem vállalta, így a család nehéz anyagi körülmények közé került.
Az egyetem elvégzése után a Fővárosi Könyvtár 1908. január 1-től alkalmazta díjtalan gyakornokként. Szabó Ervin előterjesztésében díjnoki alkalmazásra kért engedélyt a polgármestertől. 1908. július 1-től kinevezték a Fővárosi Könyvtár tisztviselőjévé. Rövidesen a katalogizáló osztály vezetője lett. 1911-ben egyhetes németországi tanulmányúton vett részt.
1908-tól kezdődően ő szerkeszti a könyvtár Értesítőjét, majd 1914 februárja és júliusa között a Magyarország bibliográfiája című munkát is, amely a Magyar Könyvszemle mellékleteként jelent meg. Ezekben az években még csak terv a magyar nemzeti kurrens bibliográfia létrehozása, ezt a könyvkereskedők érdekeit szolgáló Corvina helyettesíti. Kőhalmi Béla és Pikler Blanka a Corvina jegyzékeiből kihagyott – mert kereskedelmi forgalomba sem került – kiadványok címeit jegyezte.
Néhány hónap múlva megbízást kaptak a Könyvkiadók Egyesületétől az addiginál teljesebb jegyzék készítésére.
Szabó Ervin 1914-ben Pikler Blankát a Katalogizálás vezetése mellett a megrendelés irányításával is megbízta. 1915 szeptemberétől a katalogizáló osztályt Schein Józsefné vezette.
A Tanácsköztársaság idején azokhoz tartozik, akik tetteikkel a munkásmozgalom oldalán álltak. Bukása után más baloldali könyvtárosokkal együtt börtönbe került. Később elbocsátották a könyvtárból fegyelmi úton.
A fehérterror idején nem rendelkezett állandó állással, de mindig dolgozott, munkáját mindenhol értékelték. Az 1930-as évek közepétől Pikler Blanka kiadványszerkesztőként dolgozott, elsősorban a Dante, Lantos és Révai kiadóknál. 1945-ben, rehabilitálása után, nyugdíjazták. 1946-ban a Szikra Könyvkiadónál vállalt munkát. Itt Czóbel Ernő munkatársaként marxista kiadványokhoz bibliográfiai függeléket, mutatókat, tartalomjegyzéket szerkesztett. 1948-ban a Marxista Lektorátusban tevékenykedett.
1957. április 11-én (más adatok szerint 13-án) halt meg.

## Művei
- Néhány magyarázó szó. In: Magyar Könyvkereskedők Évkönyve – Magyar Könyvészet 1914.
- II. Könyvkereskedelmi üzleti címtár. Szerk. Kőhalmi Béla és Pikler Blanka. Budapest, 1915.
- Magyarország Bibliográfiája, Szerk. Pikler Blanka. 1. évf. Budapest, 1914. 3-6. sz.
- Rendelőosztály 1915-ben. In: A Budapesti Városi Könyvtár Értesítője. Budapest, 1916, 18-22.l.
- Rendelőosztály. In: A Budapesti Városi Könyvtár Értesítője. 1917. 18-20.l.
- Általános magyar könyvjegyzék. Szerk. Pikler Blanka és Braun Róbert. Budapest, 1925.
- Általános magyar könyvjegyzék. Második, bővített kiadás Szerk. Pikler Blanka és Braun Róbert. Budapest, 1927.
- Előszó. In: Magyar Könyvkereskedők Évkönyve, Magyar Könyvészet. 1915. szerk. Kőhalmi Béla és Pikler Blanka. Bp., 1916. 5-6. l.
- Magyar Könyvészet 1921-23. Az 1921-23-as években megjelent könyvek betűrendes jegyzéke és tárgymutatója. Budapest, 1924. Magyar Könyvkiadók és Könyvkereskedők Egyesülete.
- Magyar Könyvészet. 1930. Budapest, 1932. Tárgy- és névmutató.
- Lenin, Vladimir Il'ics: Materializmus és empiriokriticizmus. Ford. Czóbel Ernő, az idézett művek jegyzékét Pikler Blanka állította össze. Budapest, 1948. Szikra.
- Engels, Friedrich: A család, a magántulajdon és az állam eredete. Sajtó alá rend. Liszkai Zoltán, Pikler Blanka. Budapest, 1949. (Marxizmus – Leninizmus kiskönyvtára 42-44)
- Marx-Engels: Művészetről, irodalomról. (A mutatókat összeáll. Pikler Blanka) Budapest, 1950.
- Engels, Friedrich: A természet dialektikája. Ford. Gáspár Endre, Liszkai Zoltán. Az idézett művek jegyzékét, a név- és tárgymutatót összeállította Pikler Blanka. Budapest, 1952.
- Lenin, Vladimir Il'ics: Filozófiai füzetek. Ford. Bólyai Ernő. A tárgymutatókat rendszerezte Köves Béla. A névmutatót készítette Pikler Blanka. Budapest, 1954.
- Corvina könyvészeti melléklete
- Útmutatás a tárgy- és címmutató használatához. Magyar Könyvkereskedők Évkönyve. V. F.